# Bassu
Bassu település Franciaországban, Marne megyében. Lakosainak száma 94 fő (2022. január 1.). Bassu Vanault-le-Châtel, Bassuet, Val-de-Vière, Lisse-en-Champagne és Vavray-le-Petit községekkel határos.

## Népesség
A település népességének változása:
| Lakosok száma | 119  | 119  | 120  | 128  | 128  | 120  | 103  | 95   | 92   | 94   |
|               | 1968 | 1982 | 1990 | 2006 | 2013 | 2015 | 2017 | 2019 | 2020 | 2022 |